# Tenture de Dresde
La tenture de Dresde est un ensemble de tapisseries d'après Charles-Antoine Coypel commencé en 1750 et exécuté par Michel Audran à la manufacture des Gobelins.

## Description
L'ensemble a été commandé à l'occasion du mariage du dauphin Louis de France avec la princesse Josèphe de Saxe et est composé de quatre pièces : Psyché abandonnée par l'Amour, Rodogune, Roxane et Atalide et Alceste ramenée des enfers par Hercule. Les tapisseries étaient destinées à décorer le cabinet de la princesse au palais royal de Dresde.

## Œuvres composant la tenture de Dresde

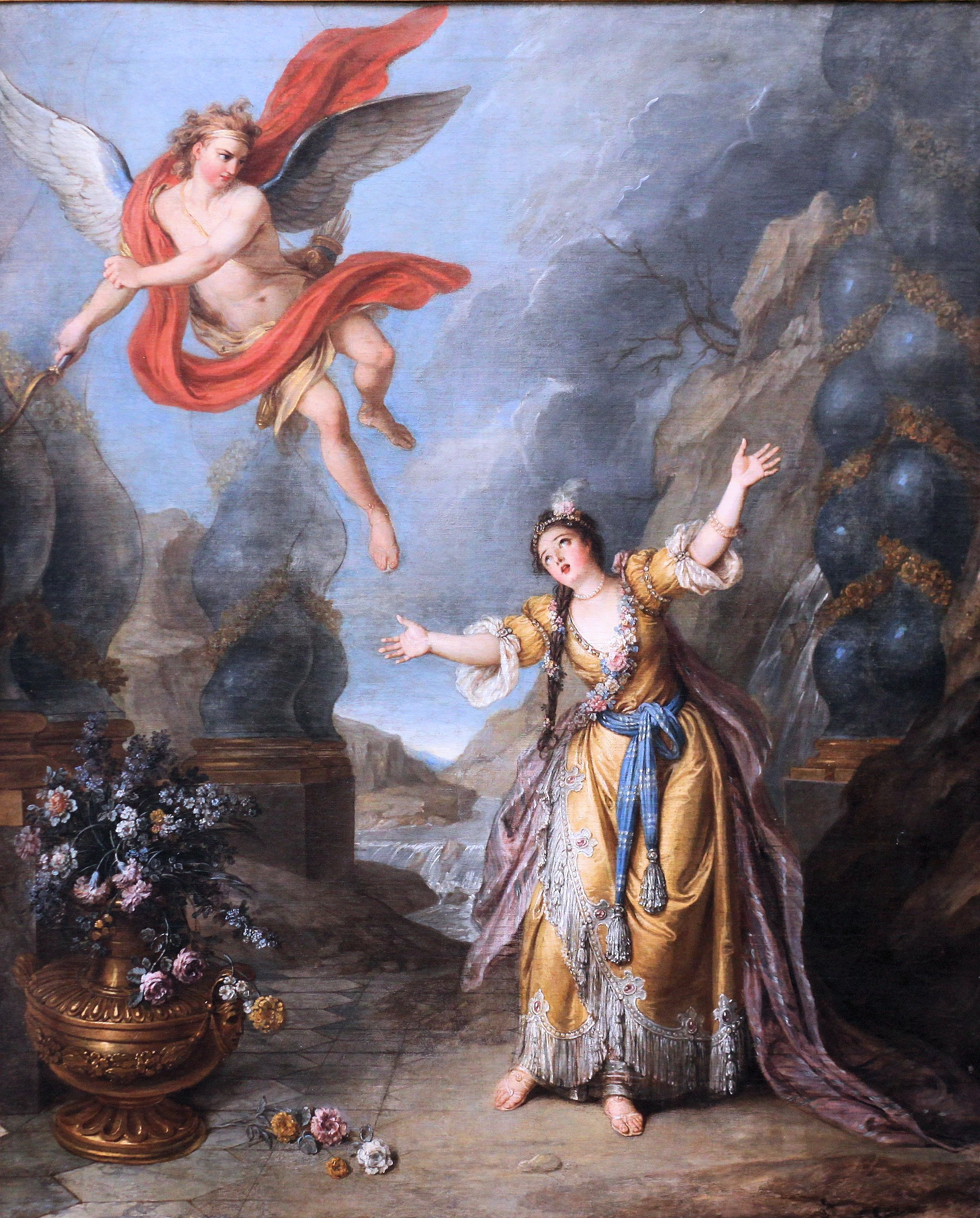
Psyché abandonnée par l'Amour[3], original de Coypel ayant servi de modèle pour la tapisserie du même nom, 1748, palais des Beaux-Arts de Lille, sur le thème de Psyché de Molière.
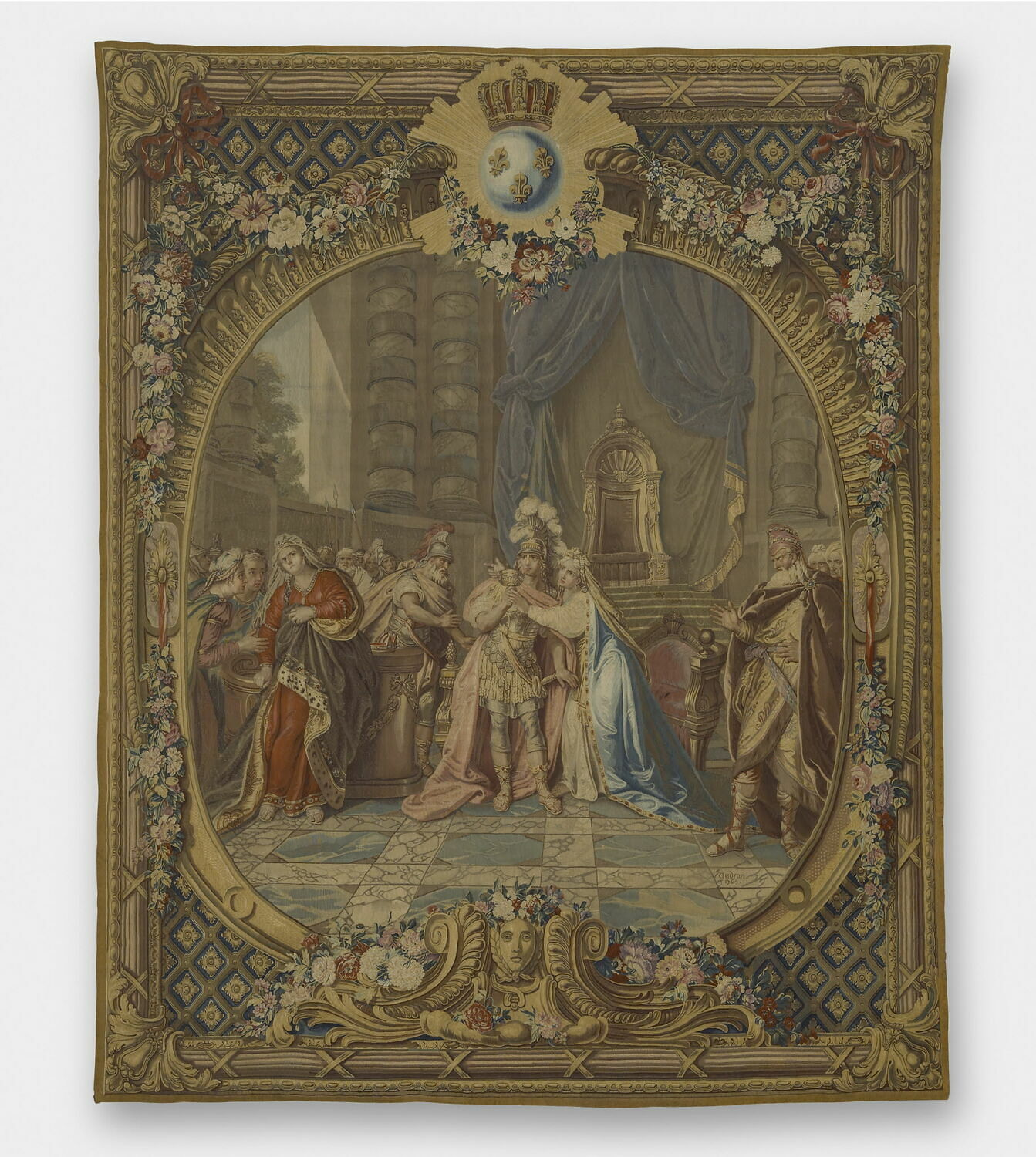
Rodogune[4], d'après Charles-Antoine Coypel, exécuté par Michel Audran aux Gobelins, 1764, musée du Louvre, sur le thème de Rodogune de Corneille.
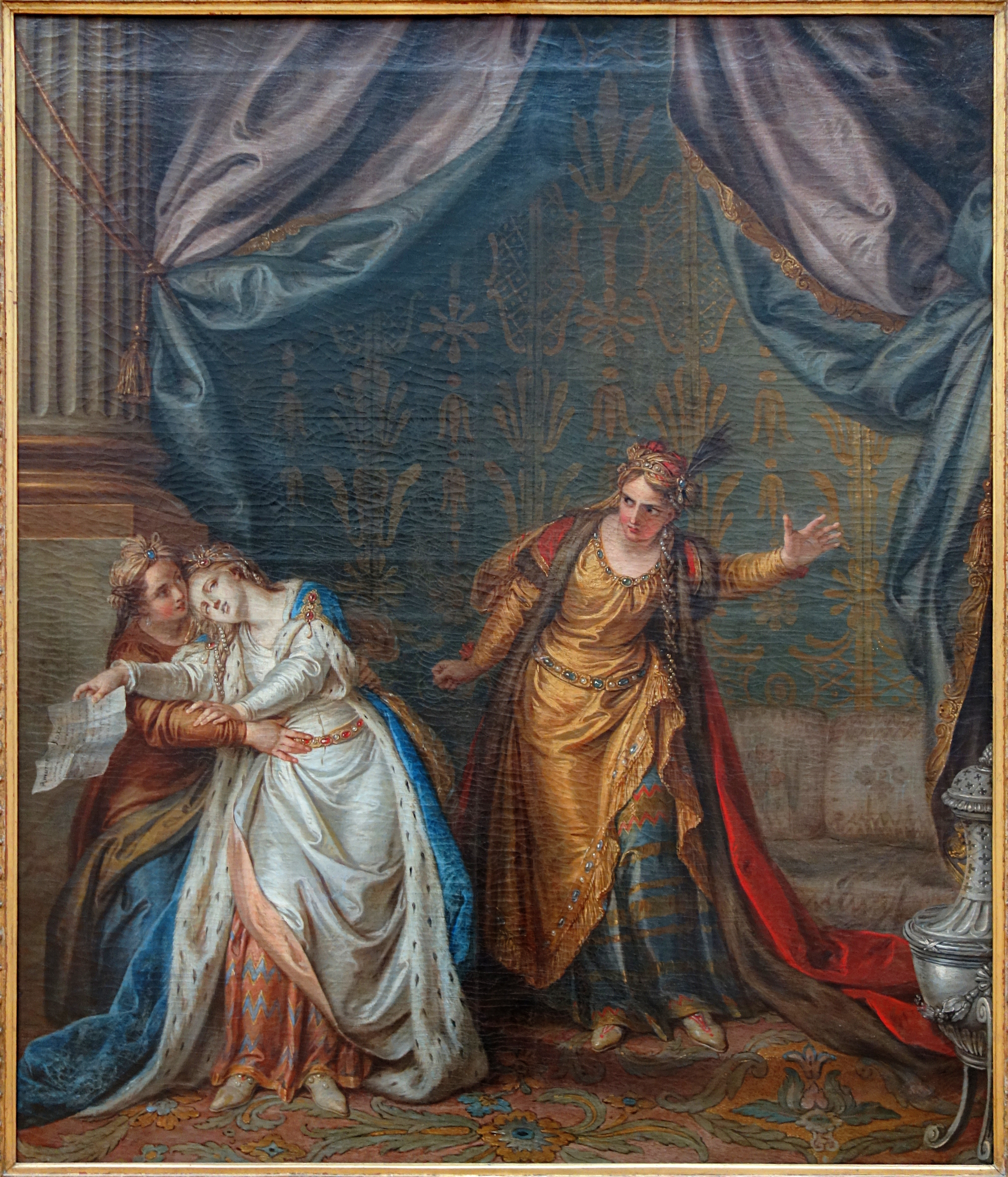
L'évanouissement d'Atalide[5], original de Coypel ayant servi de modèle pour la tapisserie Roxane et Atalide, 1748, palais des Beaux-Arts de Lille, sur le thème de Bajazet de Racine.
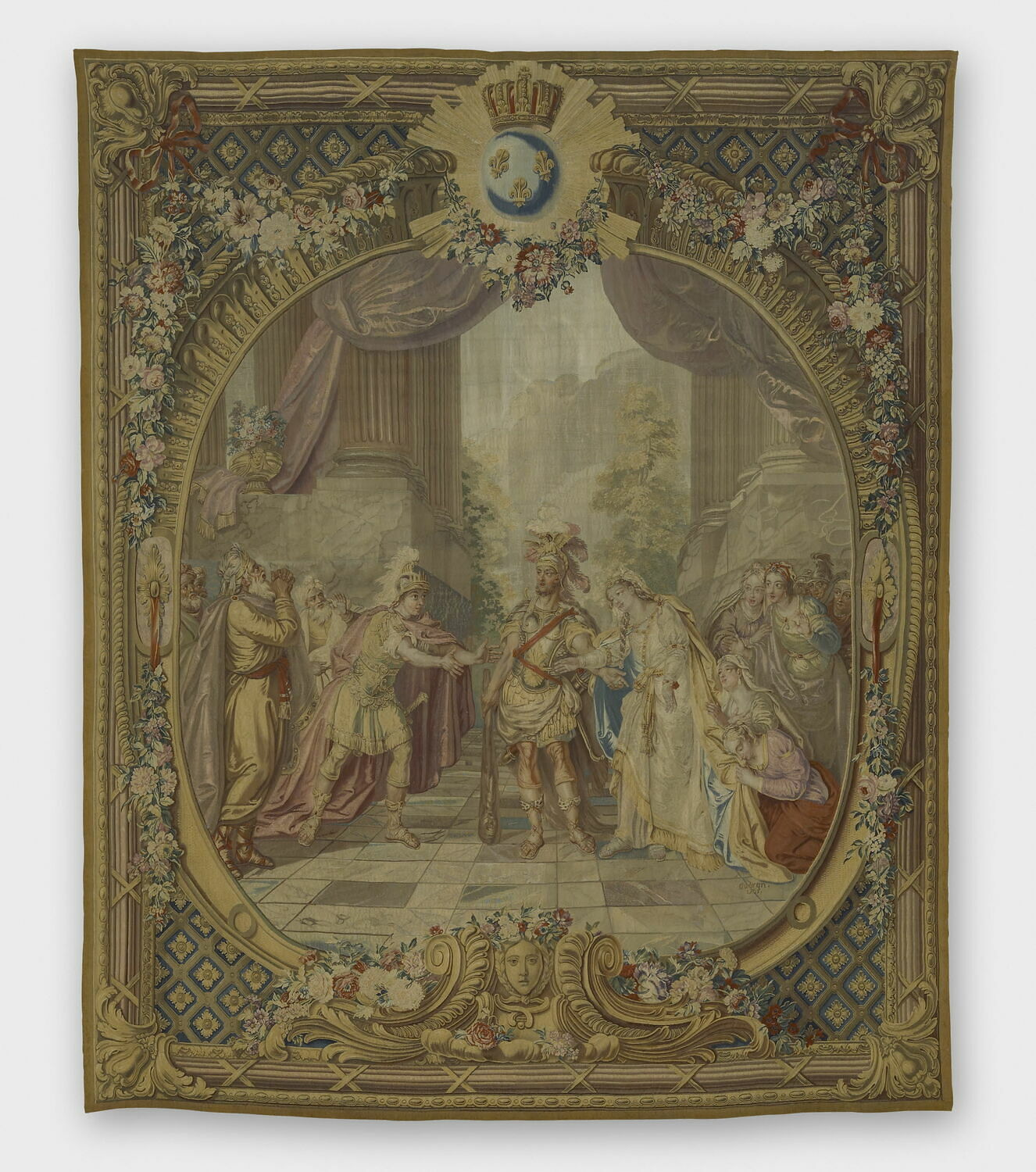
Alceste[6], d'après Charles-Antoine Coypel, exécuté par Michel Audran aux Gobelins, 1765, musée du Louvre, sur le thème de Alceste de Quinault.